# Бродячие ангелы
«Бродячие ангелы» (англ. Gypsy Angels) — американский художественный фильм 1980 года, снятый на киностудии Heartland Enterprises Inc. неподписавшимся режиссёром. Фильм цветной, снят в жанре мелодрамы, длительность фильма — 92 минуты. Главные роли в фильме исполнили Вэнна Уайт, Джин Бикнелл, Тайг Эндрюс, Мэрилин Хэссетт и Ричард Раундтри.

## Сюжет
Фильм рассказывает о встрече и дальнейшей совместной жизни двух незнакомых людей. Она — танцовщица в ночном клубе, а он — адвокат. Он спасает её во время автокатастрофы. Вместе они и пытаются построить свою совместную жизнь после случившегося.

## В ролях
- Вэнна Уайт
- Джин Бикнелл
- Тайг Эндрюс
- Мэрилин Хэссетт
- Ричард Раундтри
- Лайл Уэггонер
- Грег Маллэви
- Чарлз Клаусмайер
- Дэвид Каугилл
- Кэрол Уэйн

## Интересные факты
- Как дату выхода фильма также часто указывают 1989 год.